# 319 (عدد)
319 هو عدد صحيح، يلي العدد 318 وويسبق العدد 320.

## في الرياضيات

### خصائص
- عدد طبيعي.[3]
- عدد فردي.[4][5]
- عدد موجب،[6] السالب منه هو -319.[7]

## في التاريخ
- 319 هـ هي سنة في التقويم الهجري.
- هي سنة 319 م في التقويم الميلادي.

## وصلات خارجية
الأعداد الصاتمة، ديوان اللغة العربية.